# 免疫染色

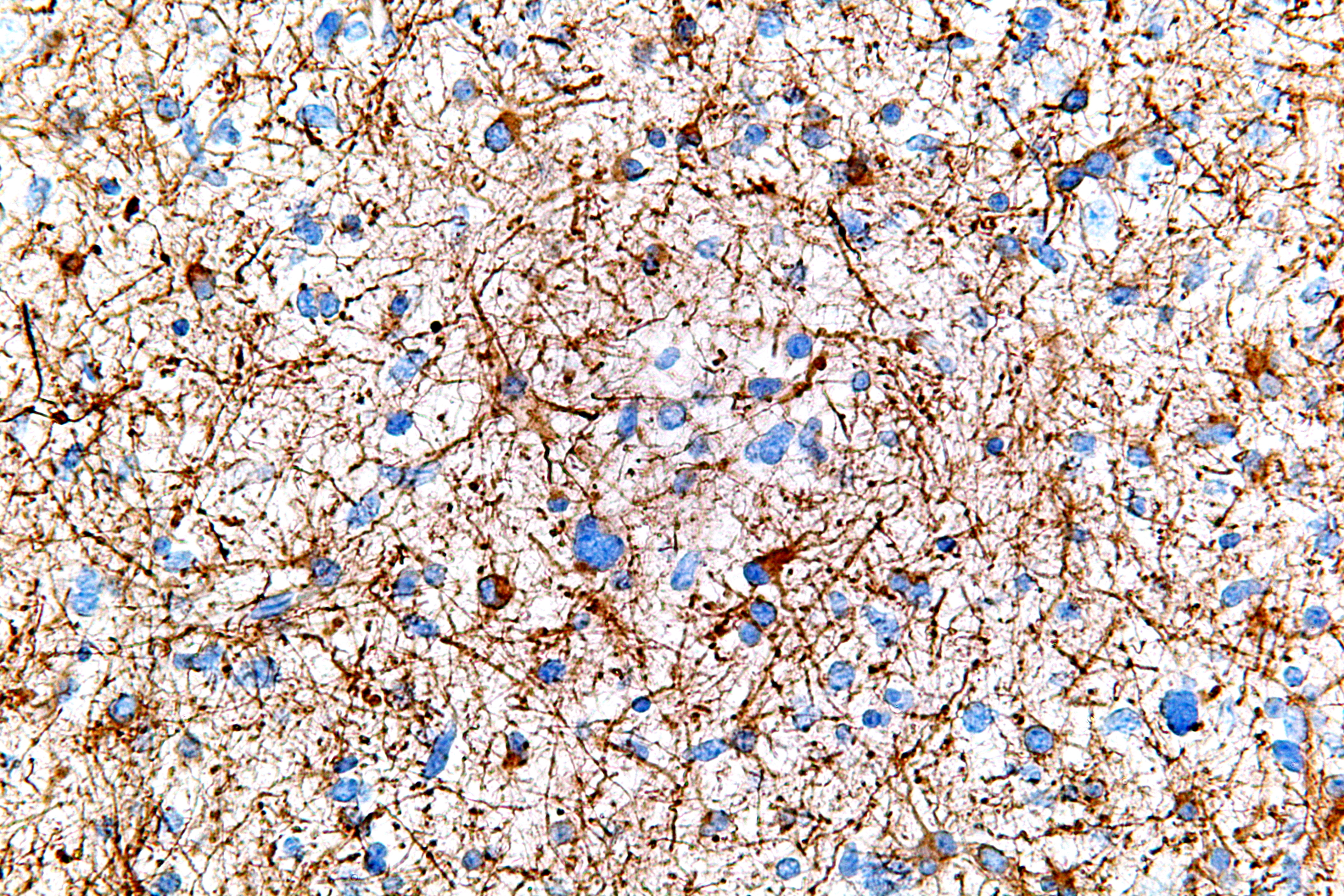
脑瘤（间变性星形细胞瘤）GFAP免疫染色切片显微图

免疫染色（immunostaining）是使用抗体来检测样品中特定蛋白质的染色学问与方法，其涵盖了广泛用于组织学、细胞生物学和分子生物学的技术。
免疫染色学的范围包括了免疫组织化学染色学。